# DIIV
DIIV, tên gọi cũ là Dive, là một ban nhạc indie rock Mỹ tới từ Brooklyn, thành phố New York. Được thành lập năm 2011, DIIV khởi đầu là một dự án ghi âm solo của Zachary Cole Smith. Sau ba đĩa đơn "Sometime", "Human" và "Geist" được phát hành bởi hãng Captured Tracks, DIIV cho ra mắt album phòng thu đầu tay, Oshin, vào 26 tháng 6 năm 2012 và nhận được sự đón nhận tích cực của giới phê bình.

## Lịch sử
Zachary Cole Smith, một tay ghita trong ban nhạc Beach Fossils, khởi đầu dự án solo của anh năm 2011. Smith ban đầu đặt tên dự án là Dive dựa theo bài hát cùng tên của Nirvana. 
Anh về sau đã tập hợp một ban nhạc biểu diễn trực tiếp, mà gồm có cây ghita và người bạn thời thơ ấu của anh, Andrew Bailey, tay bass Devin Ruben Perez, và tay trống Colby Hewitt (thành viên cũ của nhóm Smith Westerns). Smith giải thích với Pitchfork Media là "tất cả thành viên ban nhạc đều thuộc nhóm nước, đó là tại sao mà cái tên Dive thực sự nói thay cho tất cả chúng tôi."
Ban nhạc ký kết hợp đồng với Captured Tracks và cho ra mắt hai đĩa đơn, "Sometime" và "Human", cả hai đều được ghi âm riêng bởi Smith và đóng vai trò như những bản demo. 
Tháng 5 năm 2012, ban nhạc đổi tên thành DIIV, mà theo Smith, "để dành sự tôn trọng với Dirk Ivens và ban nhạc Dive nguyên bản," một nhóm nhạc industrial của Bỉ thập niên 1990.
Album đầu tay của DIIV, Oshin, được phát hành ngày 26 tháng 6 năm 2012. 
Trước đó, album đã cho ra đĩa đơn "Geist" vào tháng 4 và video âm nhạc cho "How Long Have You Known" vào tháng 5 năm 2012. 
Những ca khúc trong Oshin chịu ảnh hưởng bởi Krautrock, Nirvana, những ban nhạc trong album C86,  và nhạc world. Smith nói: "Mọi người dường như không nhận thấy những ảnh hưởng từ những nghệ sĩ ghita người Mali, đặc biệt là Baba Salah, người mà tôi có đĩa nhạc trong thư viện. Ông ấy là một ngôi sao lớn ở Mali, nhưng ông ấy chỉ có duy nhất một đĩa nhạc tên Borey, nó rất vĩ đại với tôi và ảnh hưởng đến cách mà tôi thử nghiệm với các giai điệu."
DIIV là nhóm biểu diễn hỗ trợ cho ban nhạc Anh The Vaccines trong chuyến lưu diễn tại Anh vào tháng 11 năm 2012, và hỗ trợ cho bộ đôi người Canada Japandroids trong tour diễn tại bờ Đông Hoa Kỳ vào tháng 11-12 năm 2012.
Album Oshin đã nhận được đánh giá tích cực của giới phê bình, xếp thứ 22 trong danh sách 50 album năm 2012 của Stereogum và thứ 40 trong danh sách 50 album của Pitchfork.

## Danh sách đĩa nhạc

### Album phòng thu
| Title | Album details                                                                                     |
| ----- | ------------------------------------------------------------------------------------------------- |
| Oshin | - Phát hành: 26 tháng 6 năm 2012 - Hãng đĩa: Captured Tracks - Định dạng: LP, CD, Tải kĩ thuật số |

### Đĩa đơn
| Năm  | Song                                                                  |
| ---- | --------------------------------------------------------------------- |
| 2011 | "Sometime" - B-side: "Corvalis" - Label: Captured Tracks (CT-123)     |
| 2011 | "Human" - B-side: "Big Joke" - Label: Captured Tracks (CT-131)        |
| 2012 | "Geist" - B-side: "Bambi Slaughter" - Label: Captured Tracks (CT-154) |